# 김선주 (스키 선수)
김선주(金善珠, 1985년 11월 13일~)는 대한민국의 은퇴한 알파인 스키 선수로 2010년 동계 올림픽에 참가하였다.

## 경력
서울특별시 출신이다. 리라초등학교 1학년 때 친오빠 김선진의 뒤를 따라 알파인 스키를 시작했다. 이후 서운중학교와 세화여자고등학교, 중앙대학교에서 수학했다. 2003년에 처음으로 국가대표로 발탁되었고, 2004년 3월에 일본 시가 고원에서 열린 극동컵을 통해 처음으로 국제 대회에 출전했다. 
같은 해 9월에는 오스트레일리아-뉴질랜드컵에 처음으로 참가하였으며, 2005년 1월 오스트리아 인스브루크에서 열린 2005년 동계 유니버시아드에 참가하여 회전 종목에서 38위를 기록했다. 그 해 8월에 오스트레일라-뉴질랜드컵 대회전 경기에서 아일랜드의 커스틴 맥개리와 이탈리아의 카를로타 카펠로의 뒤를 이어 3위에 올랐다.
2007년 1월 이탈리아 토리노에서 열린 2007년 동계 유니버시아드에 참가하여 회전과 대회전 종목에 출전했으며 모두 완주에는 실패했다. 이후 중화인민공화국 창춘에서 열린 2007년 동계 아시안 게임에 참가하여 회전 종목에서 5위를 기록했고 대회전 종목에서는 일본의 기요사와 에미코와 대표팀 동료인 오재은의 뒤를 이어 동메달을 획득했다.
2009년 2월 중화인민공화국 하얼빈에서 열린 2009년 동계 유니버시아드에 참가하여 회전 19위, 대회전 32위, 슈퍼대회전 24위를 기록했다. 그 해 12월 하얼빈에서 열린 극동컵에서 동메달을 획득하며 올림픽 출전 요구 점수를 확보했다. 이듬해인 2010년 1월에 올림픽 국가대표로 발탁되었으며, 2월에 캐나다 밴쿠버에서 열린 2010년 동계 올림픽 알파인 스키 경기에서 회전경기에서 46위, 대회전 경기에서 49위를 차지했다. 
2011년 1월 카자흐스탄 알마티에서 열린 2011년 동계 아시안 게임에 참가하였으며, 활강 종목에서 개최국 카자흐스탄의 류드밀라 페도토바와 크세니야 스트로일로바를 제치고 금메달을 획득했고 슈퍼대회전 종목에서도 페도토바와 대표팀 동료인 정혜미를 제치고 금메달을 획득하며 대회 2관왕에 올랐다. 2월 4일 열린 같은 대회 복합 경기에서 첫 종목 슈퍼대회전이 끝날 때까지 1위를 유지했으나, 두 번째 회전 경기를 하던 중 기문 2~3개 가량을 남겨놓고 넘어져 실격 처리 되면서 대회 3관왕 달성에는 실패했다.
2014년 1월 대한민국 평창에서 열린 극동컵을 마지막으로 국가대표에서 은퇴했으며, 같은 해 3월 전국동계체육대회를 마치고 현역에서 은퇴하였다. 은퇴 후 스키 데몬스트레이터와 스키 강사로 일하고 있다. 2016년에는 대한민국 정부로부터 체육훈장 거상장을 받았다.

## 수상 내역
- 2006 제60회 전국스키선수권대회 대회전 우승
- 2006 제58회 전국종별스키선수권대회 대회전 우승
- 2007 제6회 창춘 동계아시안게임 여자 대회전 동메달
- 2011 제7회 아스타나-알마티 동계아시안게임 알파인스키 활강 여자 금메달
- 2011 제7회 아스타나-알마티 동계아시안게임 알파인스키 슈퍼대회전 여자 금메달
- 2011 제92회 전국동계체육대회 여자 일반부 스키 슈퍼대회전 금메달
- 2011 제92회 전국동계체육대회 여자 일반부 스키대회전 금메달
- 2011 제92회 전국동계체육대회 여자 일반부 회전 금메달
- 2011 제92회 전국동계체육대회 여자 일반부 복합 금메달
- 2011 제92회 전국동계체육대회 최우수선수
- 2012 제93회 전국동계체육대회 알파인스키 여자 일반부 회전 금메달
- 2012 제58회 대한체육회 체육상 경기부문 여자 최우수상